# Dance with the Wolves
„Dance with the Wolves“ je jeden ze singlů ukrajinské zpěvačky Ruslany, vydaný v roce 2005.
K této písni byla natočena hned dvě videa. Během natáčení byla Ruslana zavřena v kleci s divokými vlky. Jeden z videoklipů zahrnuje záběry z Oranžové revoluce, které se Ruslana aktivně zúčastnila. Video je dostupné na Ruslanině oficiální stránce.

## Další informace
„Dance with the Wolves“ je první singl, který v Evropě vyšel po Wild Dances. Na vzniku se podílela mezinárodní produkční společnost Ego Works. Nahrávání proběhlo v Miami v legendárním studiu Hit Factory Criteria. V tomto studiu rovněž nahrávala spousta dalších celebrit světového formátu, například Whitney Houston, Celine Dion, Aerosmith, Madonna, Michael Jackson nebo Shakira.
- Produkce: Ruslana, Aleksandr Ksenofontov
- Režie: Evhen Mytrofanov, Oles' Sanin
- Výkonný štáb: Roger Simonzs, Serhyy Myhal'chuk, Borys Lytovchenko, Dmytro Sanin
- Střih / postprodukce: Andryy Sanin, Heorhyy Derhachov, Evhen Mytrofanov, Ruslana
- Asistent režie: Olexiy Levchenko, Mykhailo Levchenko
- Dekorace: "Haharyn Media"
- Kostýmy: Roksolana Bohyts'ka
- Stylista: Anzhela Posokhova
- Choreografie: Iryna Mazur
- Kolorizace: Steve Kent

Myšlenka písně „Dance with the Wolves“ pojednává o velkém sociálním problému.
| „         | Poté, co jsem dostala druhé ocenění po Eurovizi, World Music Award, jsem vydala nový singl – „Dance with the Wolves.“ Chtěla jsem využít své popularity k tomu, abych mohla celé Evropě říci: „Divoký neznamená agresivní.“ Tuto myšlenku jsem zvolila, protože vychází ze skutečného života. Na ulici unesou dívku, vhodí ji do klece s vlky, a to vše jen pro něčí zábavu. Končívá to velmi smutně. Náš příběh ale končí optimisticky. Hlavně proto, že dívka, kterou do klece zavřeli, je divoká. Její pohled a odložená zbraň signalizují, že není agresivní. A tak ji vlci akceptují. | “ |
| — Ruslana | |   |

Ve videu byl použit také velký betonový lis, kterému se stavěl na odpor dav lidí.
| „         | Každý se ve svém životě setkává s určitým druhem tlaku. Nikdo nechce být pod nátlakem. Osvobodit se svou vlastní vůlí – to je ta myšlenka, kterou šíříme. | “ |
| — Ruslana | |   |

Při natáčení videa byly použity obrovské dekorace. Celá scéna pak měla evokovat klec. Obrovské pětimetrové kolo a čtyřmetrový lis tlačily agresivní dav. Aby video vypadalo realističtěji, všechny scény s divokými zvířaty se natáčely bez jakéhokoliv zásahu zvenčí. Ruslanu od několika velkých vlků dokonce ani neoddělovala žádná klec, a ani cvičitel, který stál poblíž, do natáčení nijak nezasahoval.
Objevila se i zpráva, že vlci Ruslanu pokousali. Ta sice nebyla zcela bezdůvodná, ale byla poněkud přehnaná – jeden z vlků s Ruslanou pouze chvíli zápasil. Žádné zvíře však během natáčení nebylo zraněno. Když se Ruslana aktivně zapojila do Oranžové revoluce, nápad přidat do videa dokumentační záběry vypadal velmi zásadně. Ba co víc, přiložení těchto záběrů podtrhlo uměleckou i dokumentární podstatu klipu – idea svobody by v sobě neměla mít lež a neupřímnost.
| „         | Kdo by si pomyslel, že myšlenka našeho videa se hned promítne v realitě! To byla revoluce na Ukrajině. „Divoký neznamená agresivní. Divoký znamená svobodný.“ To byla hlavní idea klipu a revoluce to jen potvrdila. | “ |
| — Ruslana | |   |

Druhá část videa se natáčela na Náměstí Nezávislosti (ukrajinsky Майдан Незалежності). Natáčeli jsme lidi, kteří stávkovali, aby byli vyslyšeni. Bránili svoji svobodu. Ve videu také můžeme zahlédnout „megafon svobody,“ jeden ze symbolů.
Klip se vysílal na televizních stanicích více než 25 evropských zemí: Na BBC (Spojené království), na populárních německých stanicích (ARD, NDR, MTV, VIVA), stejně tak v Nizozemsku, Finsku, Belgii, Švédsku, Lotyšsku, Litvě, Estonsku, Polsku, Izraeli, Turecku, České republice, Slovensku a Slovinsku.
| „         | Už začátku bylo na natáčení klipu cosi zvláštního. Pyrotechnia nefungovala, klece a lis jsme museli přemisťovat ručně... Ale hlavně – z nějakého důvodu jsme nemohli video dokončit. Práce na něm trvala tři měsíce! Všechno už se zdálo hotové, ale… něco tomu přece jen chybělo. Až později jsem pochopila, že video čekalo na „Oranžovou revoluci.“ Když jsme přidali záběry z revoluce, řekla jsem si: „Teď je to přesně podle mých představ.“ | “ |
| — Ruslana | |   |

## Seznam skladeb
Výpis jedenácti skladeb na albu:
1. Dance With the Wolves (wild version) – 3:59
2. Dance With the Wolves (pop version) Song text – 3:45
3. Dance With the Wolves (ring remix) (mixed by DJ Zebra) – 3:59
4. Dance With the Wolves (ring remix) (Ukrainian radio edit) (mixed by DJ Zebra) – 3:18
5. Dance With the Wolves (club version) (East disco mix) (mixed by Harem) – 4:18
6. Dance With the Wolves (club version) (Treat Brother's mix) – 6:44
7. Dance With the Wolves (hard version) (City'sh mix) – 2:36
8. Dance With the Wolves (ring remix) (club version) (mixed by DJ Zebra) – 4:55
9. Dance With the Wolves (Greencash R'N'B remix) (mixed by Max Chorny) – 3:30
10. Dance With the Wolves (instrumental version) – 3:46
11. Dance With the Wolves (acapella mix) – 3:35

## Hitparády
| Hitparáda               | Umístění |
| ----------------------- | -------- |
| Belgium UltraTop 50     | 19       |
| Europe Official Top 100 | 28       |
| Romanian Top 100        | 95       |
| Russia Airplay Chart    | 105      |
| Ukraine Top 20          | 1        |
| Ukrainian Airplay       | 3        |

### Edice vyzvánění
| Hitparáda               | Umístění |
| ----------------------- | -------- |
| Europe Official Top 100 | 37       |
| Romanian Top 100        | 100      |
| Russia Airplay Chart    | 161      |
| Ukrainian Airplay       | 1        |
| Ukraine Top 20          | 1        |

## Datum vydání
| Region             | Datum          | Formát      |
| ------------------ | -------------- | ----------- |
| Ukrajina           | 11. ledna 2005 | singlové CD |
| Německo            | 7. března 2005 | singlové CD |
| Nizozemsko         | 7. března 2005 | singlové CD |
| Finsko             | 7. března 2005 | singlové CD |
| Belgie             | 7. března 2005 | singlové CD |
| Švédsko            | 7. března 2005 | singlové CD |
| Lotyšsko           | 7. března 2005 | singlové CD |
| Litva              | 7. března 2005 | singlové CD |
| Estonsko           | 7. března 2005 | singlové CD |
| Polsko             | 7. března 2005 | singlové CD |
| Izrael             | 7. března 2005 | singlové CD |
| Turecko            | 7. března 2005 | singlové CD |
| Česko              | 7. března 2005 | singlové CD |
| Slovensko          | 7. března 2005 | singlové CD |
| Slovinsko          | 7. března 2005 | singlové CD |
| Spojené království | 7. března 2005 | singlové CD |